# Ketupat

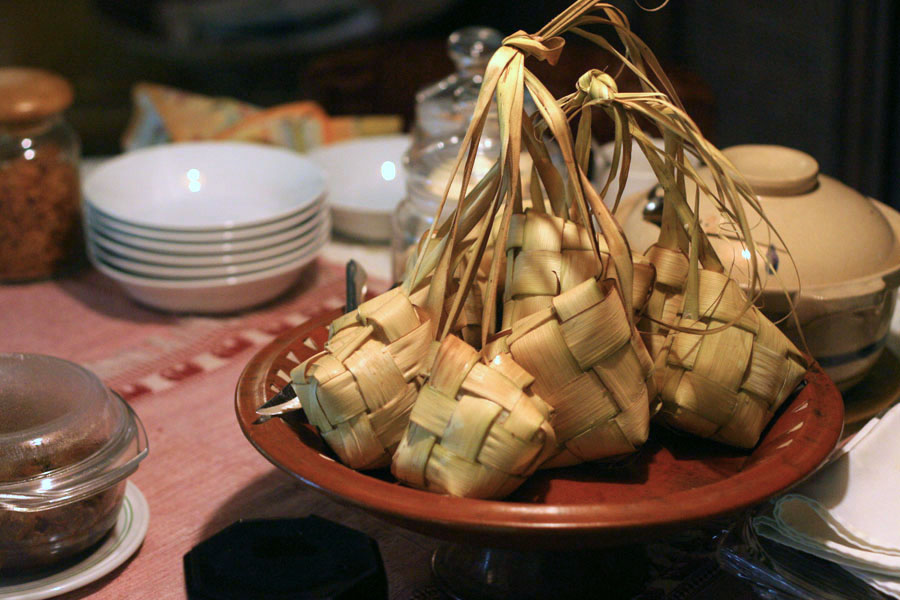
Oöppnade tillagade ketupat på ett fat

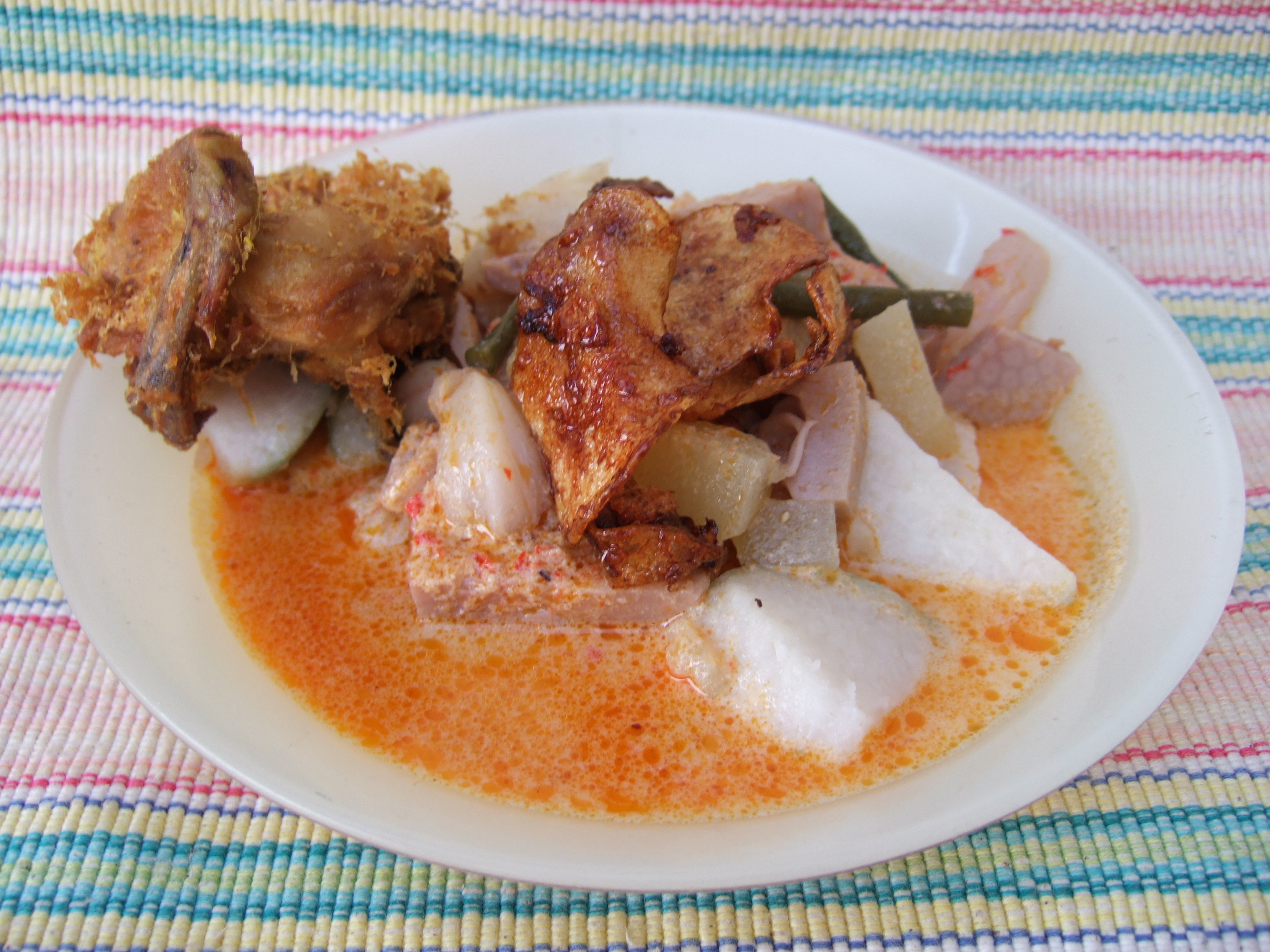
Ketupat som tillbehör till en kötträtt

Ketupat är en risrätt  från Sydostasien. Den är vanlig i Indonesien, Malaysia, Brunei och Singapore. I Filippinerna är maten känd under beteckningen bugnoy. Den serveras främst vid högtider, till exempel för att bryta fastan efter den islamiska fastemånaden ramadan (som kallas Hari Raya Aidilfitri).
Den tillverkas av ris som är insvept i en påse av vävda palmblad som sedan kokas. När riset kokar, expanderar kornen så att de fyller påsen och riset komprimeras. Detta ger en karakteristisk form och konsistens som liknar klimp eller riskaka. Ketupat brukar serveras i sin förpackning och ätas med rendang eller som tillbehör till satay (grillspett).